# Neophycus antennatus
Neophycus antennatus är en tvåvingeart som beskrevs av Krober 1931. Neophycus antennatus ingår i släktet Neophycus och familjen stilettflugor.
Artens utbredningsområde är Nigeria. Inga underarter finns listade i Catalogue of Life.